# أماندا كليمنت
أماندا كليمنت (بالإنجليزية: Amanda Clement)‏ هي حكمة كرة قاعدة ‏ أمريكية، ولدت في 20 مارس 1888 في هدسون في الولايات المتحدة، وتوفيت في 20 يوليو 1971 في سو فولز في الولايات المتحدة.